# Hybomys trivirgatus
Hybomys trivirgatus — вид гризунів родини мишевих (Muridae). Він зустрічається в Кот-д'Івуарі, Гані, Гвінеї, Ліберії, Нігерії та Сьєрра-Леоне. Його природне місце існування — субтропічні або тропічні вологі рівнинні ліси. Йому загрожує втрата середовища проживання.

## Морфологічна характеристика
Це дрібний гризун з довжиною голови й тулуба від 113 до 141 мм, довжиною хвоста від 90 до 120 мм, довжиною стопи від 30 до 34 мм, довжиною вуха від 15 до 18 мм і вагою до 71 грамів. Хутро коротке, щільне і гладке. Верхня частина варіюється від жовтувато-коричневого до сірувато-коричневого, а черевна частина біла з червонуватими відблисками. Чорна поздовжня смуга тягнеться від потилиці до основи вух, обрамлена з кожного боку коротшою чорною смугою. Вуха маленькі, овальні і покриті рудуватим волоссям. В основі кожного з них присутній невеликий пучок такого ж кольору. Вуса коричневі. Задня частина ніг світло-коричнева, а підошви чорні й безволосі. Хвіст коротший за голову й тулуб, рівномірно темно-коричневий або чорнуватий, низ трохи світліший.

## Поведінка
Це наземний вид, активний як вдень, так і вночі. Харчується мурахами, термітами, тарганами, прямокрилими та частинами рослин.